# Mistrovství Evropy juniorů v ledním hokeji 1971
Mistrovství Evropy juniorů v ledním hokeji 1971 byl 4. ročník této soutěže. Turnaj hostilo od 27. prosince 1970 do 3. ledna 1971 československé město Prešov. Hráli na něm hokejisté narození v roce 1952 a mladší.

## Výsledky
Všech šest týmů se střetlo ve formátu každý s každým. Konečné pořadí na turnaji bylo umístění mužstva v tabulce.
| Poř. | Tým     | URS  | SWE  | TCH  | FIN  | GER  | NOR  | Z | V | R | P | Skóre | B  |
| 1.   | SSSR    | —    | 5:3  | 6:2  | 7:0  | 12:0 | 16:0 | 5 | 5 | 0 | 0 | 46:4  | 10 |
| 2.   | Švédsko | 3:5  | —    | 6:6  | 13:3 | 9:1  | 15:0 | 5 | 3 | 1 | 1 | 46:15 | 7  |
| 3.   | ČSSR    | 2:6  | 6:6  | —    | 5:4  | 8:0  | 19:3 | 5 | 3 | 1 | 1 | 40:19 | 7  |
| 4.   | Finsko  | 0:7  | 3:13 | 4:5  | —    | 14:4 | 9:2  | 5 | 2 | 0 | 3 | 30:31 | 4  |
| 5.   | SRN     | 0:12 | 1:9  | 0:8  | 4:14 | —    | 5:2  | 5 | 1 | 0 | 4 | 10:45 | 2  |
| 6.   | Norsko  | 0:16 | 0:15 | 3:19 | 2:9  | 2:5  | —    | 5 | 0 | 0 | 5 | 7:64  | 0  |

 Norsko mělo sestoupit z elitní skupiny, ale hrálo i v dalším ročníku - kvůli odmítnutí postupu ze strany Rumunů (vítězů B skupiny)

## Turnajová ocenění
Poprvé v historii turnajů byl vyhlášen All star tým, pravidelně byl vyhlašován ale až od MEJ 1978.
|                            | Brankář           | Obránce           | Obránce           | Útočník         | Útočník         | Útočník            |
| -------------------------- | ----------------- | ----------------- | ----------------- | --------------- | --------------- | ------------------ |
| Ceny direktoriátu IIHF     | Vladislav Treťjak | Pekka Rautakallio | Pekka Rautakallio | Martin Karlsson | Martin Karlsson | Martin Karlsson    |
| All-Star Tým (podle médií) | Vladislav Treťjak | Pekka Rautakallio | Jorma Öystilä     | Alexandr Volkov | Zdeněk Paulík   | Claes-Göran Wallin |

### Nejproduktivnější hráč
|                 | G  | A | B  |
| --------------- | -- | - | -- |
| Martin Karlsson | 10 | 7 | 17 |

## Mistři Evropy - SSSR
Brankáři: Vladislav Treťjak, Alexandr Kotomkin

Obránci: Jurij Blochin, Alexej Nikituškin, Sergej Zinič, Sergej Grigorkin, Valerij Mojsejenko, Vladimir Sitnikov

Útočníci: Alexandr Volkov, Sergej Glazov, Alexandr Medkov, Alexandr Bariněv, Jurij Kondrašov, Helmuts Balderis, Oleg Ivanov, Alexandr Andrejev, Alexandr Golikov, Vladimir Popov.

## Československá reprezentace
Brankáři: Miroslav Krása, Jan Herczeg

Obránci: Jiří Šrámek, Ján Šterbák, Vladimír Kostka, Libor Kudela, Vojtěch Naštinský

Útočníci: Miroslav Křiváček, Zdeněk Müller, František Černík, Miloš Novák, Zdeněk Paulík, Josef Anderle, Jaroslav Pouzar, Radoslav Čížek, Pavel Beránek, Václav Sýkora, Marián Šťastný.

## B skupina
Šampionát B skupiny se odehrál v Bukurešti v Rumunsku, postup na mistrovství Evropy juniorů 1972 si vybojovali domácí. Ti jej odmítli a tak v elitní skupině zůstali Norové.
1.  Rumunsko

2.  Polsko

3.  Dánsko

4.  Maďarsko

5.  Bulharsko